# Butatrien
Butatrien är en trien med fyra kolatomer. Butatrien består av fyra enkelbindningar och tre dubbelbindningar, den är också den enklaste trienen som finns.